# Cantonul Le Pont-de-Beauvoisin (Savoie)
Cantonul Le Pont-de-Beauvoisin (Savoie) este un canton din arondismentul Chambéry, departamentul Savoie, regiunea Rhône-Alpes, Franța.

## Comune
- Aiguebelette-le-Lac
- Ayn
- Belmont-Tramonet
- La Bridoire
- Domessin
- Dullin
- Lépin-le-Lac
- Nances
- Le Pont-de-Beauvoisin (reședință)
- Saint-Alban-de-Montbel
- Saint-Béron
- Verel-de-Montbel